# 米沢そのえ
米沢 そのえ（よねさわ そのえ、 1949年8月29日 -  ）は、日本の元テニス・ソフトテニス選手。

## 来歴
広島県出身。東京女子体育大学1・2年時に軟式テニス（ソフトテニス）の全日本ソフトテニス選手権大会（皇后杯）を2連覇しチャンピオンになった（米沢・中田）。1975年に26歳で硬式テニスに転向し、ここでも日本一を達成した（1978年に単複2冠）。硬軟で全日本を制覇した。軟式時代にはアジア選手権日本代表に選出された。硬式時代にはフェドカップ代表にも選出された。1984年に現役引退し、後進の指導にあたる。

## 主な戦績

### 軟式時代
（この節の出典）
- 1967年 - インターハイでソフトテニス団体、個人（ダブルス）に優勝（広島女子商業高校）[2]。
- 1968年 - 皇后賜杯全日本軟式庭球選手権（現全日本ソフトテニス選手権大会）　優勝　(米沢・中田　東京女子体育大学）[3]
- 1969年 - 皇后賜杯全日本軟式庭球選手権　二連覇　(米沢・中田　東京女子体育大学）[3]
- 1969年 - アジア軟式庭球選手権　団体優勝。個人準優勝（米沢・倬間）[4][5][3]
- 1969年 - 全日本インドアソフトテニス選手権　優勝　(米沢・中田　東京女子体育大学）[3]
- 1970年 - 全日本インドアソフトテニス選手権　二連覇　(米沢・中田　東京女子体育大学）[3]
- 1970年・1971年 - ソフトテニスインカレ個人戦2年連続優勝。（東京女子体育大学）[3]
- 1971年 - アジア軟式庭球選手権　団体優勝。個人準優勝（米沢・秋山）[3][5]

### 硬式時代
- 1977年 - 全日本テニス選手権シングルス準優勝、ダブルス3位[6][7]
- 1978年 - 全日本テニス選手権シングルス、ダブルス優勝[6]
- 1978年 - 全米オープンテニス二回戦進出[7]
- 1978年 - 全日本テニス選手権シングルス第3位、ダブルス準優勝[6]
- 1980年 - 全日本テニス選手権ダブルス優勝[6]
- 1981年 - 全日本テニス選手権シングルス第3位、ダブルス準優勝[6]<